# If You Wanna Have Some Fun
«If You Wanna Have Some Fun» iba a ser el segundo sencillo en el Reino Unido de Forever. Siendo el tercero en todo el resto del mundo.
El sencillo se filtró a los clubes en toda Europa, Reino Unido, Australia y Canadá.
Tuvo éxito en Filipinas, donde llegó al número # 20. Fue lanzado como sencillo promocional 
La canción mostraba el antiguo estilo pop en lugar de R & B al igual que el resto del álbum Forever. 
Debido a la cancelación del álbum, el sencillo nunca fue publicado oficialmente. Sin embargo, la canción fue a MTV, con un video promocional creado por Virgin, mostrando diferentes compilaciones de videoclips a lo largo de su carrera. No se excluyó a Geri Halliwell de todos los clips, existen dos clips en el video promocional en los que salía ella.

## Versiones

### Estudio
- Álbum Versión 5:27
- Radio Edit 3:59
- Edit 2 - Long Intro 3:59

## Formatos
UK Promo CD (VSCDJF1795)
1. «If You Wanna Have Some Fun» [Radio Edit] — 3:59

UK Promo CD-R (N/A)
1. «If You Wanna Have Some Fun <»small>[Edit 2 - Long Intro] — 3:59

- Datos: Q4115705